# Toledo (Spanyolország)
Toledo város Spanyolország középső részén, Kasztília-La Mancha autonóm közösség és Toledo tartomány székhelye. A Toledói főegyházmegye székhelye, a római katolikus egyház spanyolországi központja. Történelmi belvárosa 1986 óta az UNESCO Világörökség része. Lakosainak száma 83 459 fő volt 2016-ban.
Toledo egyrészt úgy ismeretes, mint a három kultúra városa, mivel a Córdobai Kalifátus részekeként az uralkodó muszlimok mellett keresztények és zsidók is szabadon élhettek és alkothattak a városban, másrészt, mint a spanyol császárváros, mivel itt volt a székhelye I. Károly spanyol királynak, aki V. Károly néven német-római császár is volt, és kora egyik leghatalmasabb államférfija. A város neve a római kori Toletum névből származik, ami a klasszikus latin tollitum alakváltozata, melynek jelentése felemelkedett.
Több ismert arab és spanyol tudós és művész mellett itt alkotott El Greco világhírű görög festő is.

## Fekvése
Történelmi központja a Tajo folyó jobb partján, egy kanyarulatban, domb tetején épült. Az újabb negyedek az óvárostól északra terülnek el.

## Éghajlat
A város éghajlata mérsékelt égövi száraz kontinentális: a nyár forró, a tél hideg. Spanyolország belső területeihez hasonlóan a napsütéses órák száma egész évben nagy. Ez nyáron és kora ősszel tartós hőhullámokkal jár, nem ritkán állandósul 40 fok feletti hőmérséklet. Télen nyílt égbolt alatt az éjszakák fagyosak, a hőmérséklet olykor -10 C fok közelébe zuhan, és havazás is előfordulhat. Kevés a csapadék, az is többnyire tavasszal és ősszel hull, így a növényzet szinte félsivatagi.[forrás?]

## Történelme
Már a bronzkorban fontos település volt. Toletumot a rómaiak i. e. 193-ban foglalták el. A Római Birodalom bukása után a vizigót királyság központja lett; több egyházi zsinatot is tartottak itt. Az 5. században az alánok, szvébek és vizigótok birtokában volt, utóbbiak 567-ben fővárosukká is tették; ugyanekkor vált a spanyol egyháznak is középpontjává. 646-tól prímási székhely. 711-ben a mórok kezére került, a Córdobai Kalifátus, majd 1035-ben egy önálló muzulmán államocska (taifa) része lett. Virágzása korát Tolaitela néven ebben az időszakban (712-1085) érte el. Ekkor az iszlám, keresztény és zsidó vallásúak fontos szellemi, kulturális központja volt. 1085-ben VI. Alfonz kasztíliai király hosszas ostrom után foglalta vissza. Toledo a Kasztíliai Királyság fővárosa lett; ezt a szerepét 1563-ban veszítette el. Ezt követően hanyatlásnak indult. Az 1498-ban alapított egyetemet 1845-ben bezárták. A spanyol polgárháború során a városban súlyos harcok dúltak.

## Műemlékek
- Katedrális, 1226 és 1631 között épült gótikus stílusban. Tornya 90m magas.
- San Juan de los Reyes. A ferences rend kolostora és temploma 1477 és 1606 között, gótikus stílusban épült. Falait a móroktól kiszabadított keresztény rabok láncai díszítik.
- Santo Domingo el Antiguo-kolostor. A 11. században épült, altemplomában van eltemetve El Greco
- Szent Tamás-templom, benne El Greco Orgaz gróf temetése című művével
- Szent Bertalan-templom, középkori eredetű templom, később átépítették
- Cristo de la Luz-templom, 1000 körül mecsetnek épült.
- Galiana-palota: a 11. századból származik.
- Tránsito-zsinagóga. 1355-ben épült mudéjar stílusban. Ma a szefárd zsidók életét bemutató múzeum látható benne
- Alcázar. A 3. században Római palota volt;[2] a 16. században királyi palotává építették át. A polgárháború idején a falangisták kezén volt, a köztársaságiak hiába ostromolták. Ma katonai múzeum működik benne.
- Középkori városkapuk
- Középkori hidak (Szent Márton híd)

## Múzeumok
- Museo de Santa Cruz
- Casa-Museo de El Greco
- Museo Duque de Lerma

## Népesség
A település lakosságának változását az alábbi diagram mutatja:
| Lakosok száma | 44 400 | 70 893 | 75 533 | 80 810 | 82 489 | 83 334 | 83 459 | 84 873 | 85 449 | 86 526 |
|               | 1970   | 2002   | 2005   | 2008   | 2010   | 2014   | 2016   | 2019   | 2021   | 2024   |

## Fordítás
- Ez a szócikk részben vagy egészben  a   Toledo című spanyol Wikipédia-szócikk fordításán alapul.  Az eredeti cikk szerkesztőit annak laptörténete sorolja fel. Ez a jelzés csupán a megfogalmazás eredetét és a szerzői jogokat jelzi, nem szolgál a cikkben szereplő információk forrásmegjelöléseként.